# Бій під Мотовилівкою
Бій під Мотовилівкою — бій, що відбувся 18 листопада 1918 року між військами Директорії УНР та Української Держави гетьмана Павла Скоропадського. Бій не був великим, однак мав величезне значення для всієї України — після перемоги у Мотовилівських лісах війська Директорії УНР розпочали наступ на Київ, і після запеклих вуличних боїв зайняли його. У день заняття Києва Директорією, 14 грудня, гетьман Павло Скоропадський зрікся своєї влади, таким чином поклавши кінець періоду влади Гетьманату, і почавши період правління Директорії в УНР. 
Павло Скоропадський у своїй політиці притримувався консервативних поглядів. Оскільки політичною опорою гетьмана були великі землевласники, Скоропадський провів деякі реформи, які не були популярними серед українських селян. Недовіра до Скоропадського з боку селян підбурювалась соціал-демократичними (есдеки) та соціал-революційними (есери) партіями, основними діячами були Володимир Винниченко та Симон Петлюра. Останнею краплею стало проголошення гетьманом «Федеративної Грамоти», в якій ішлося про майбутню федерацію України з Росією. Сам Скоропадський згадував, що він вбачав у майбутній федеративній державі союз, за якого Україна розквітла б, відродила культуру та мову та почала стрімко розвиватись.
13 листопада в Києві відбулось засідання соціалістичних партій України, і було прийняте рішення про утворення Директорії. Розпочалось антигетьманське повстання. 14 листопада члени Директорії прибули до Білої Церкви, яке і стало центром повстання. На той час у Білій Церкві стояв полк Січових Стрільців (приблизно 1500 солдат). Січові Стрільці були опорою всієї Директорії, і підтвердження цього можна знайти у словах її голови Володимира Винниченка:
… але головною нашою силою, на яку я принаймні найбільше рахував, був полк Січових Стрільців, галичан, що стояв у Білій Церкві. Він мав півтори тисячі баґнетів, був зразково дисциплінований і складався з національно свідомого елементу. Цей полк на думку орґанізації, мав би служити ядром повстання, круг якого гуртувались би инчі наші сили…
Однак, все ж таки відчувався брак добре дисциплінованих та озброєних солдатів. Учасники повстання боялись зустрітись із німецькою армією в Києві, частини якої нараховували 200 тисяч солдатів. Розглядався план про видачу зброї населенню Києва, для підтримки повсталих, однак цього все одно було недостатньо. Скориставшись тяжкою ситуацією в Німеччині, представники Директорії уклали договір із німецькою армією про нейтралітет. За свідченнями Скоропадського, Директорії УНР схилила на свій бік німців та деякі збільшовичені українські частини, пообіцявши їм землю та дозвіл на пограбування Києва.
15 листопада на стінах київських будинків з'явились листівки Директорії, які закликали до всенародного антигетьманського повстання. Перші військові дії між гетьманськими військами та Директорією розпочались 16 листопада, коли Січові Стрільці роззброїли сотню Державної Варти.

## Сили і плани сторін

Становище на початку бою

Почесна варта Січових Стрільців (листопад 1918 року)

Одразу після того, як в Києві стало відомо про події в Білій Церкві, Гетьман наказав організувати проти повсталих Січових Стрільців військову виправу. До складу гетьманського загону під начальством генерал-майора Святополка-Мірського, що був виставлений проти січовиків, входили:
- 1-ша Офіцерська дружина Святополка-Мірського (600 багнетів)
- 1-й дивізіон Лубенського Сердюцького кінно-козацького полку (200 шабель)
- 4-й Сердюцький піший полк (700 багнетів)
- Бронепоїзд

У ніч з 17 на 18 листопада гетьманці прибули на станцію Васильків. Дізнавшись, що сусідня за дев'ять верств станція Мотовилівка зайнята стрільцями, Святополк-Мирський вранці 18 листопада вирішив здобути цю станцію. Свою ударну частину, російську дружину, Святополк-Мірський відправив у напрямку на Мотовилівку пішим маршем найкоротшим шляхом, по залізниці, супроводивши її бронепотягом. Флангами (ліворуч — лісом, напрямом на село Солтанівка і праворуч — полем, напрямом на село Плесецьке) йшли розділені на дві частини сердюки, до котрих було додано невеличкі офіцерські відділи. Дві сотні кінноти залишалися у резерві біля хутора Хлібча.
Гетьманцям протистояли такі сили Січових Стрільців:
- 1-ша сотня СС під командуванням Івана Рогульського
- 2-га сотня СС під командуванням Осипа Думіна
- 3-тя сотня СС під командуванням Миколи Загаєвича
- 4-та сотня СС під командуванням Мирона Мареніна

Разом 59 старшин та 1187 вояків. Більша їх частина зосереджувалася в Мотовилівці.
Поперед ними знаходився авангард військової сили Січових Стрільців під командою сотника Федя Черника, який складався з:
- 3-ї сотні СС Миколи Загаєвича.
- Чоти Романа Харамбури 2-ї сотні СС Осипа Думіна.
- Імпровізованого бронепотяга (4 кулемети і гармата Романа Дашкевича)

Загалом, маючи близько 300 багнетів, 5 кулеметів і 1 гармату, Черник вирішує здобути Васильків, не дочікуючись підкріплень. Стрільці мали наступний план: половина сотні, маючи два кулемети, під проводом Миколи Загаєвича повинна була наступати лісом через хутір Хлібча праворуч від залізниці. Інша частина, 45 стрільців з одним кулеметом, мала наступати полем ліворуч, а центром виправи було визначено імпровізований бронепотяг (скорочений до паротяга та двох вагонів) під командою самого Черника, з 15-тю стрільцями, двома скорострілами та гарматою Дашкевича. При кожному відділі було по кілька кіннотників для зв'язку, ще два кіннотники їхали дозором поперед потяга.

## Хід бою
Біля восьмої ранку 18 листопада Січові Стрільці вирушили згідно з планом Федора Черника, трохи раніше з Василькова їм назустріч вийшли гетьманці. Близько дев'ятої години на гетьманському бронепотязі помітили наближення стрілецького поїзду і випустили кілька шрапнелів. Тим часом добровольча дружина переформатувалася у три густі розстрільні і, сягаючи краєм лісу, рушила вперед, обстрілюючи стрілецький потяг. Черник вислав кінних зв'язкових до своїх частин з наказом повернутися до потяга, а свій невеличкий загін з двома кулеметами десантував з потяга і відкрив по офіцерах вогонь. Туди ж було спрямовано і вогонь єдиної гармати. Одразу зазнавши значних втрат у кількох спробах атакувати в лоба, офіцери вирішили залягти й окопатися, відкривши сильний кулеметний вогонь у відповідь, і розраховуючи на допомогу сердюків на обох флангах.
Однак сердюки правого гетьманського флангу, не маючи польового досвіду, замість охоплювати збоку січовиків, пасивно залягли разом з росіянами, проте на лівому фланзі, який пролягав дорогою через ліс на Солтанівку, сердюки, розтягнувшись численними шеренгами, наполегливо охоплювали січовиків. Проти них виділили лише 12 стрільців, котрі вогнем намагалися стримувати ворога. До того ж єдина стрілецька гармата Дашкевича була змушена замість того, щоб безпосередньо допомагати піхоті, перестрілюватися з ворожим панцерником, стримуючи його на дистанції від позицій стрільців. Жодного зв'язку з півсотнею Загаєвича поки що не було.
Коли зв'язковий від Черника врешті натрапив на загублену в хащах півсотню, Микола Загаєвич ділить півсотню на дві частини. Менша, з ним самим на чолі, завертає до поїзда Черника, більша, під командою Степана Козака, продовжує рух на хутір Хлібчу. Невдовзі Загаєвич натрапляє у лісі на сердюцький загін, що йшов на фланг стрільців Черника і вступає у бій. Вся стрілецька стежа гине разом зі своїм командиром, тільки двом стрільцям вдається пробитися ручними гранатами.
Почувши стрілянину, Степан Козак розвертає свій відділ і скоро опиняється позаду гетьманців. Йдучи на допомогу відділу Черника, стрільці двічі зустрічають гетьманські відділи і двічі несподіваними атаками з тилу винищують їх, практично знищивши весь гетьманський лівий фланг.
Однак загальна ситуація стає для Січових Стрільців критичною. Їхні позиції обстрілювали численні офіцерські кулемети та панцерник, з яким билася майже нічим не захищена гармата Дашкевича і врешті відігнала прямим влученням. У стрільців закінчувалися набої, а від ворожої кулі загинув Федь Черник. Офіцерська дружина, як на параді, йде у наступ на багнети.
Один з учасників бою, старшина Січових Стрільців, а пізніше історик Армії УНР Василь Кучабський так змальовує цей момент:
Не зважаючи на благання своїх скорострільців, щоб положився на землю, Федір Черник увесь час стоїть біля своїх скорострілів, кермуючи вогнем останніх скорострільних лент. Нараз якийсь ворожий скоростріл відкриває його й повертає на нього свій вогонь. Смертельно ранений Федір Черник падає. Рівночасно і всій стрілецькій розстрільній бракує набоїв. Змовкають стрілецькі скоростріли. Тут дружина московських офіцерів зривається й рушає вперед на приступ. Наближається розгром.
Саме в цей критичний момент Стрільцям надійшла допомога з Мотовилівки у вигляді ще одного стрілецького поїзда з четою другої сотні СС, чотирма скорострілами і гарматою, під командою Романа Сушка. Під вогнем шести кулеметів і шрапнелями російські добровольці були змушені знову залягти на полі, а тим часом ліве стрілецьке крило скріпилося півсотнею 2-ї сотні СС під командою Осипа Думіна, а центр — 1-ю сотнею Івана Рогульського. Як резерви зайняла позиції 4-та сотня Мирона Мареніна.
Святополк-Мірський пробує атакувати сердюками свого правого флангу, але безуспішно — вони відступають, тоді як добровольці лежать під стрілецьким вогнем на полі. Князь кидає у бій сердюцькі резерви, вони спішно йдуть з Василькова, підтримані бронепотягом. Проте Дашкевич ще одним влучним пострілом зі встановленої на потязі гармати змусив ворожий бронепоїзд остаточно вийти з бою.
Далі поїзд Дашкевича з гарматою і кулеметами врізається в середину сердюцького резерву, який пішки прямував обабіч залізничного шляху і практично винищив ворога вогнем. Водночас січовики по всьому фронту рушили у багнетну атаку. Сердюки на правому фланзі розбіглися, а офіцерська дружина майже повністю загинула від багнетів стрільців. Останній резерв гетьманців — дві сотні кінноти, що простояли весь час на хуторі Хлібчі, залишив поле бою. Бій закінчився близько 15:00 18 листопада. З записів січовиків втрати гетьманців становили 600 вбитих, коли втрати самих січовиків становиои 17 вбитих та 22 поранених. Під вечір стрільці зайняли Васильків. Розбитий сердюцький полк відступив до Дарниці.

## Значення та наслідки

Пам'ятник Січовим стрільцям та сотникам Армії УНР Федору Чернику та Миколі Загаєвичу у селищі Борова

Після поразки військ гетьмана Скоропадського під Мотовилівкою, Січові стрільці розпочали наступ на Київ. Після вуличних боїв, Директорія УНР на чолі із Володимиром Винниченком та Симоном Петлюрою змусили Павла Скоропадського відректись від влади 14 грудня. Осадний корпус Січових Стрільців, що брав участь у бою, було розформовано у грудні 1919 року через значні втрати.

## Вшанування пам'яті
14 листопада 2008 року на станції Мотовилівка (смт Борова) було встановлено Пам'ятник сотникам Чернику та Загаєвичу, біля якого відбуваються вшанування пам'яті поляглих бійців. Біля залізничної платформи Корчі встановлено пам'ятний Хрест і знак, а також меморіальна дошка на будівлі вокзалу станції Мотовилівка.
Пам'яті полеглих присвячено пісню на лірику Михайла Кураха «Вилітали сизі орли», музику до якої склав Михайло Гайворонський.
У науковій літературі відмічається, що бій був прозваний «українським Маратоном».